# والتر ده سوزا
والتر ده سوزا (انگلیسی: Walter de Sousa; ۱۶ دسامبر ۱۹۲۰ – ۲۳ اوت ۱۹۸۹) بازیکن هاکی روی چمن اهل هند بود.
وی به‌همراه تیم ملی هاکی روی چمن مردان هند به قهرمانی بازی‌های المپیک تابستانی ۱۹۴۸ دست پیدا کرده‌است.